# Tyrannotitan chubutensis
Tyrannotitan chubutensis (Novas et al., 2005) era un possente dinosauro carnivoro vissuto in Argentina durante il Cretaceo, unica specie del genere Tyrannotitan.
Benché abbia un nome apparentemente simile al Tyrannosaurus, questo superpredatore era imparentato con Giganotosaurus, Carcharodontosaurus e Mapusaurus; appartiene, infatti, alla famiglia Carcharodontosauridae, piuttosto che ai tirannosauridi. Pare che abbia potuto raggiungere i 10-12,7 metri di lunghezza e le 4-6 tonnellate di peso.

## Scoperta e specie

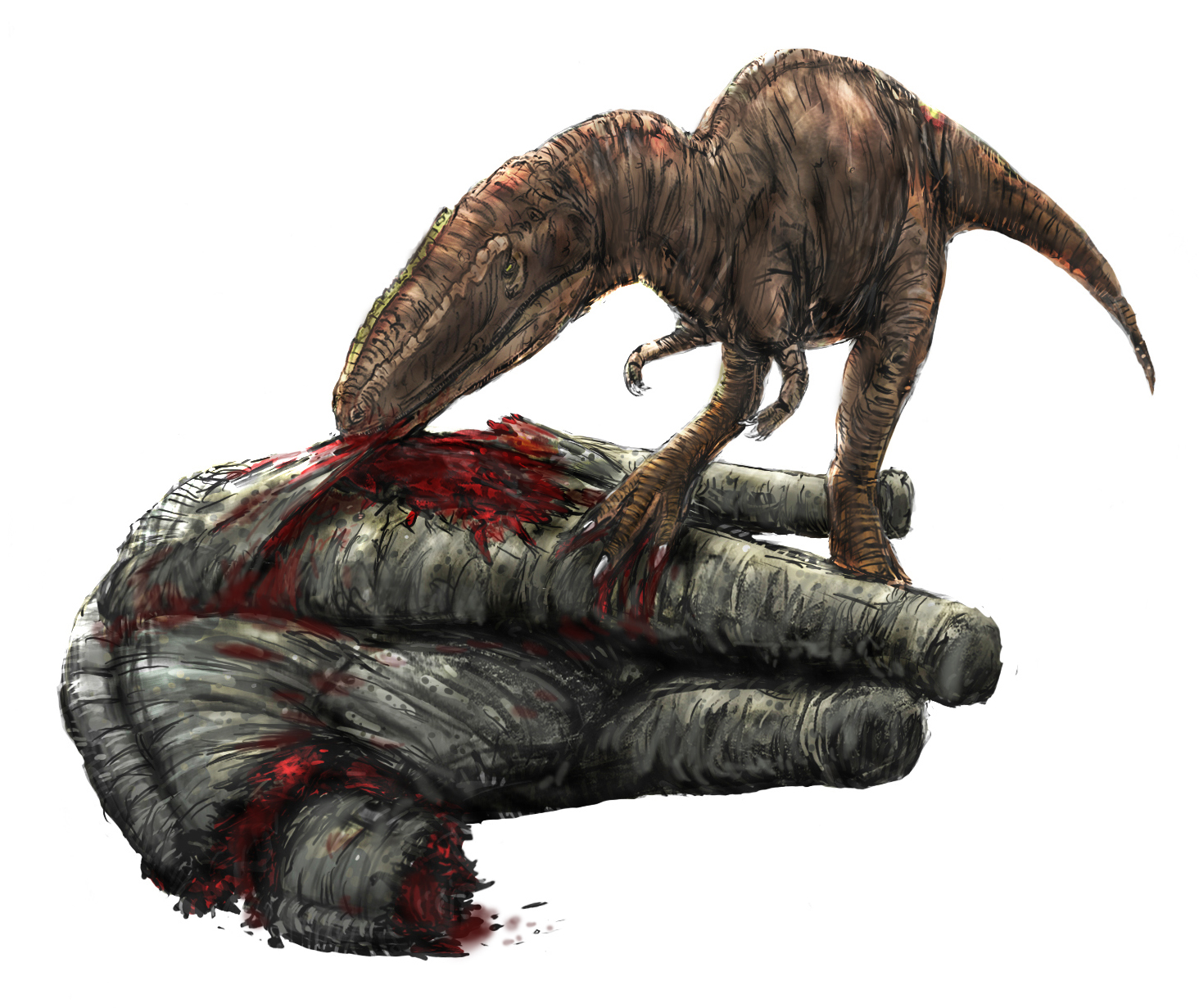
Ricostruzione di Tyrannotitan

Il Tyrannotitan chubutensis è stato descritto da Fernando Novas, Silvina de Valais, Pat Vickers-Rich e Tom Rich nel 2005. Rinvenuto nell'attuale Patagonia, è stato scoperto in un sito datato a circa 122-111 milioni di anni. L'olotipo, MPEF-PV 1156, è conosciuto per un sufficiente numero di vertebre, alcune ossa delle zampe e denti. Successivamente sono state rinvenute anche alcune costole e altre ossa.

## Paleobiologia

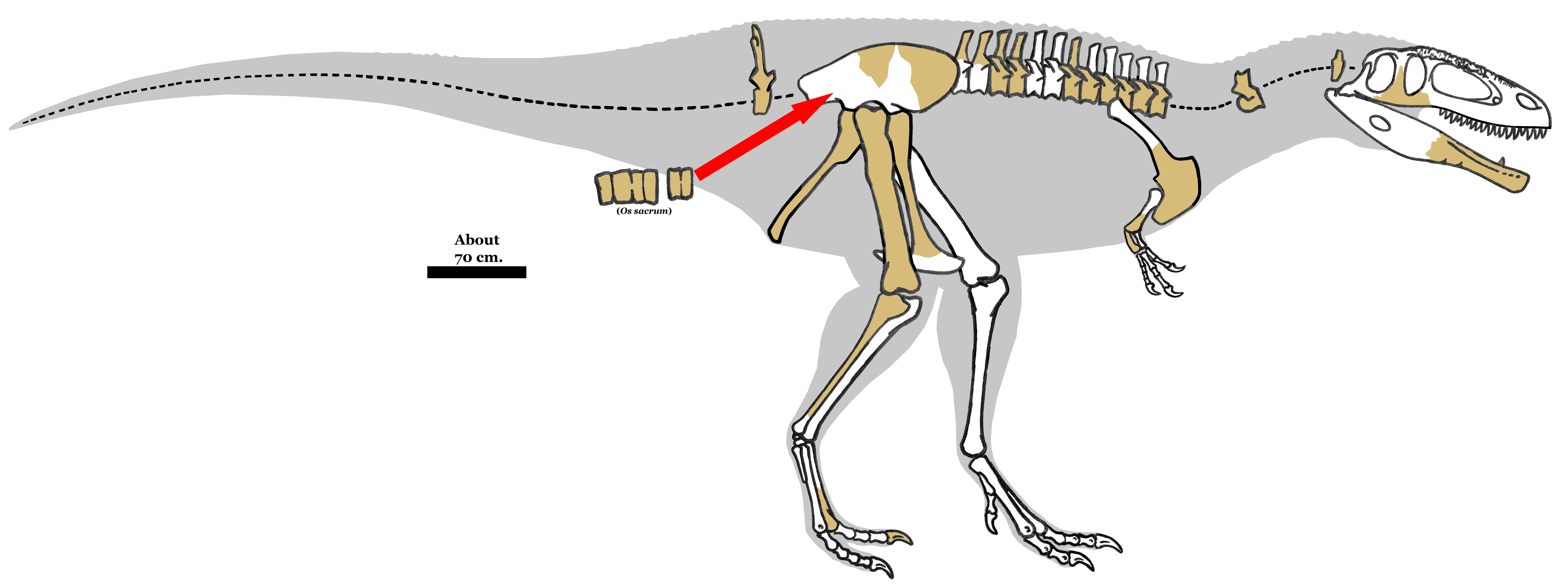
Schema dei frammenti noti dello scheletro

Data la frammentarietà dei ritrovamenti, finora si sa molto poco sul T. chubutensis: è certa la sua affinità a Carcharodontosaurus, anche se le differenze maggiori risiedono nei denti e in altre ossa. Si ipotizza che probabilmente (anche se era un predatore di taglia notevole: di solito sono i carnivori più piccoli ad essere gregari) vivesse in gruppo per uccidere più facilmente gli enormi sauropodi della zona, come Argentinosaurus, che dovevano essere il suo pasto principale.